# Квісно
Квісно (пол. Kwisno, нім. Gewiesen) — село в Польщі, у гміні Мястко Битівського повіту Поморського воєводства.
Населення — 107 осіб (2011).
У 1975-1998 роках село належало до Слупського воєводства.

## Демографія
Демографічна структура станом на 31 березня 2011 року:
|          | Загалом | Допрацездатний вік | Працездатний вік | Постпрацездатний вік |
| -------- | ------- | ------------------ | ---------------- | -------------------- |
| Чоловіки | 59      | 10                 | 46               | 3                    |
| Жінки    | 48      | 13                 | 29               | 6                    |
| Разом    | 107     | 23                 | 75               | 9                    |